# Spartak Chersoń
Spartak Chersoń (ukr. «Спартак» Херсон) – ukraiński klub piłkarski z siedzibą w mieście Chersoń, na południu kraju, występujący w latach 1947–1949 i 1958–1960 w rozgrywkach Klasy B ZSRR.

## Historia
Chronologia nazw:
- 1945: Spartak Chersoń (ukr. «Спартак» Херсон, ros. «Спартак» Херсон)
- 1991: klub rozwiązano
- 2011: Spartak Chersoń (ukr. «Спартак» Херсон)

Drużyna piłkarska Spartak została założona w Chersoniu w 1945 roku i reprezentowała związki zawodowe pracowników kooperacji przemysłowej. W 1945 roku zespół uczestniczył rozgrywkach Pucharu Ukraińskiej SRR. W 1946 debiutował w Mistrzostwach ZSRR, zajmując drugie miejsce w strefie południowej Ukraińskiej SRR Grupy II. W 1947 startował w rozgrywkach Pucharu ZSRR, ale odpadł w trzeciej rundzie (1/2 finału strefy Ukraińskiej SRR). Do 1949 występował na drugim poziomie Mistrzostw ZSRR. Największy sukces klub odniósł w 1949 roku, kiedy dotarł do ćwierćfinału Pucharu ZSRR i przegrał jedynie ze Spartakiem z Moskwy. Co roku startował w mistrzostwach Ukraińskiej SRR, zdobywając w 1953 i 1955 wicemistrzostwo. W 1958, 1959 i 1960 ponownie grał na drugim poziomie Mistrzostw ZSRR w Klasie B.
W 1991 roku po rozpadzie ZSRR klub został rozwiązany.
W 2011 roku klub został reaktywowany jako Spartak, ale występował w rozgrywkach regionalnych.

## Sukcesy
- Grupa II/Klasa B Mistrzostw ZSRR:
  - 6.miejsce (1): 1948 (podgrupa B strefy ukraińskiej)
- Puchar ZSRR:
  - ćwierćfinalista (1): 1949
- Mistrzostwa Ukraińskiej SRR:
  - wicemistrz (2): 1953, 1955
- Puchar Ukraińskiej SRR:
  - ćwierćfinalista (3): 1946, 1947, 1948
- Mistrzostwo obwodu chersońskiego:
  - mistrz (4): 1950, 1953, 1954, 1972
  - 3.miejsce (2): 1961, 1962
- Puchar obwodu chersońskiego:
  - zdobywca (8): 1950, 1952, 1953, 1954, 1955, 1956, 1957, 1961